# Malostonski zaljev
Malostonski zaljev (još i Kanal Maloga Stona) nalazi se na završetku Neretvanskog kanala u koji utječe rijeka Neretva. Obuhvaća predio od Zaton Dola i Malog Stona na jugoistoku do ušća Neretve na sjeverozapadu.  

## Osnovni podaci
Dužina zaljeva je 28 km, a na najširem dijelu širina je 6.1 km. Zbog velike razvedenosti vanjskog i unutrašnjeg dijela zaljeva ukupna dužina obalne linije iznosi oko 100 km. Najveća dubina zaljeva je 29 m, međutim na prostoru od više od 80 posto zaljeva dubina iznosi između 20 i 29 m. Ekološke prilike u zaljevu najviše ovise o utjecajima s kopna, a manjim dijelom s otvorenog mora.
Vanjski i srednji dio zaljeva povremeno je pod jačim, a njegov unutarnji dio pod slabijim utjecajem slatke vode rijeke Neretve, osobito za vrijeme većeg vodostaja rijeke i jačih zapadnih vjetrova. Na hidrofizičke i ekološke odnose u zaljevu najviše utječu snažni podvodni izvori slatke vode koji se nalaze u unutarnjem dijelu zaljeva. Prema koncentraciji hranjivih soli i količini fitoplanktona, zaljev se može kvalificirati kao prirodno umjereno eutrofiziran sustav.
Crkvica je maleni otok u zaljevu.

## Klima
Klima ovog područja obilježena je blagom zimom i suhim ljetom s barem tri puta toliko oborine u najkišnijem mjesecu zime kao u najsušnijem mjesecu ljeta. Količina oborina u najsušnijem mjesecu manja je od 40 mm. Ukupna godišnja količina oborina je 1316 mm.
Najučestaliji vjetar je iz pravca sjevera, sjeveroistoka i sjeverozapada.

## Gospodarstvo
Zbog povoljnih hidrografskih osobina u zaljevu se od antičkih vremena uzgajaju školjke, pa je Malostonski zaljev najznačajnije mjesto za uzgoj školjkaša u Hrvatskoj. Tragovi uzgoja kamenica u Malostonskom zaljevu postoje još iz razdoblja rimske vladavine ovim prostorom. Prvi pisani dokumenti o izlovu školjaka potječu iz 16., a o uzgoju iz 17. stoljeća, a zapisi su iz vremena Dubrovačke Republike. Ovaj je predio 1983. godine proglašen posebnim rezervatom prirode u moru.

## Vanjske poveznice
- O uzgoju kamenica u Malostonskom zaljevu  Arhivirana inačica izvorne stranice od 3. kolovoza 2010. (Wayback Machine)